# Liu Yan
Pour les articles homonymes, voir Liu.
Liu Yan est un joueur d'échecs chinois né le 29 mars 2000, grand maître international depuis 2018.
Au 1er août 2023, il est 15e joueur chinois avec un classement Elo de 2 579 points.

## Biographie et carrière
Liu Yan remporta le Championnat du monde des moins de 14 ans en 2014 avec 9,5 points sur 11 avec huit victoires et trois nulles, devant Amin Tabatabaei (8,5/11) et Alekseï Sarana (8/11). Il obtint le titre de maître international en 2017 et celui de grand maître international en 2018.
En 2020, il marque 4 points sur 7 lors de l'olympiade d'échecs en ligne (la Chine finit deuxième de la poule A). 
En Chine, Liu Yan finit troisième du championnat de Chine en 2018 et sixième en 2022.
En juillet 2023, il finit :
- 1er-5e (deuxième au départage) de l'open « Orillas de Mar » à Adeje[6] ;
- troisième au départage de l'Open de Bienne avec 7 points sur 9[7] ;
- quatrième ex æquo de l'open de Benasque (8/10).